# Bryan Shelton
Bryan Shelton (Huntsville, Alabama, 22 de desembre de 1965) és un entrenador de tennis universitari i extenista professional estatunidenc.
En el seu palmarès s'hi troben dos títols individuals i dos més en dobles, tanmateix, la seva fita més destacada fou la disputa de la final de dobles mixts a Roland Garros de 1992 amb Lori McNeil.
Durant molts anys va ser l'entrenador principal de l'equip de tennis masculí Florida Gators de la Universitat de Florida, però l'any 2023 va abandonar aquesta posició per entrenar el seu fill Ben Shelton en la seva etapa professional.

## Biografia
Shelton va estudiar i jugar per a Institut de Tecnologia de Geòrgia des de 1985 fins a 1988, on fou campió amateurs dels Estats Units l'any 1985. Es va graduar en enginyeria industrial i va entrar al saló de la fama de la universitat pels èxits aconseguits en aquesta etapa universitària. A continuació va exercir de forma professional des del 1989 fins al 1997.
Després de la seva retirada va iniciar la seva trajectòria com a entrenador immediatament, l'any següent ja fou nomenat entrenador nacional de la United States Tennis Association (USTA). Només va ocupar aquest càrrec un any i mig ja que va preferir tornar a la seva universitat per entrenar l'equip de tennis femení. L'any 2007 fou escollit millor entrenador de l'any en la lliga interuniversitària de tennis després de conduir l'equip al títol. Va ocupar aquest càrrec fins al 2012, en el qual va passar a encarregar-se de l'equip de tennis masculí de la Universitat de Florida.
Està casat amb Lisa i tenen dos fills: Emma i Benjamin.

## Torneigs de Grand Slam

### Dobles mixts: 1 (0−1)
| Resultat  | Núm. | Any  | Torneig       | Parella     | Oponents                                | Marcador |
| --------- | ---- | ---- | ------------- | ----------- | --------------------------------------- | -------- |
| Finalista | 1.   | 1992 | Roland Garros | Lori McNeil | Arantxa Sánchez Vicario Todd Woodbridge | 2−6, 3−6 |

## Palmarès

### Individual: 3 (2−1)
| Llegenda (pre/post 2009)                                 |
| -------------------------------------------------------- |
| Grand Slams (0−0)                                        |
| Tennis Masters Cup / ATP Finals (0−0)                    |
| ATP Masters Series / ATP World Tour Masters 1000 (0−0)   |
| ATP International Series Gold / ATP World Tour 500 (0−0) |
| ATP International Series / ATP World Tour 250 (2−1)      |

| Títols per superfície |
| --------------------- |
| Dura (0−0)            |
| Gespa (2−0)           |
| Terra batuda (0−1)    |

| Resultat  | Núm. | Data                | Torneig               | Superfície   | Oponent         | Marcador      |
| --------- | ---- | ------------------- | --------------------- | ------------ | --------------- | ------------- |
| Guanyador | 1.   | 8 de juliol de 1991 | Newport, Estats Units | Gespa        | Javier Frana    | 3−6, 6−4, 6−4 |
| Guanyador | 2.   | 6 de juliol de 1992 | Newport (2)           | Gespa        | Alex Antonitsch | 6−4, 6−4      |
| Finalista | 1.   | 26 d'abril de 1993  | Atlanta, Estats Units | Terra batuda | Jacco Eltingh   | 6−7(1), 2−6   |

### Dobles masculins: 3 (2−1)
| Llegenda (pre/post 2009)                                 |
| -------------------------------------------------------- |
| Grand Slams (0−0)                                        |
| Tennis Masters Cup / ATP Finals (0−0)                    |
| ATP Masters Series / ATP World Tour Masters 1000 (0−0)   |
| ATP International Series Gold / ATP World Tour 500 (0−0) |
| ATP International Series / ATP World Tour 250 (2−1)      |

| Títols per superfície |
| --------------------- |
| Dura (1−0)            |
| Gespa (0−1)           |
| Terra batuda (1−0)    |

| Resultat  | Núm. | Data                   | Torneig                | Superfície   | Parella           | Oponents                       | Marcador      |
| --------- | ---- | ---------------------- | ---------------------- | ------------ | ----------------- | ------------------------------ | ------------- |
| Finalista | 1.   | 9 de juliol de 1990    | Newport, Estats Units  | Gespa        | Todd Nelson       | Darren Cahill Mark Kratzmann   | 6−7, 2−6      |
| Guanyador | 1.   | 21 de febrer de 1994   | Ciutat de Mèxic, Mèxic | Terra batuda | Francisco Montana | Luke Jensen Murphy Jensen      | 6−3, 6−4      |
| Guanyador | 2.   | 30 de desembre de 1996 | Adelaida, Austràlia    | Dura         | Patrick Rafter    | Todd Woodbridge Mark Woodforde | 6−4, 1−6, 6−3 |

### Dobles mixts: 1 (0−1)
| Resultat  | Núm. | Data               | Torneig               | Superfície   | Parella     | Oponents                                | Marcador |
| --------- | ---- | ------------------ | --------------------- | ------------ | ----------- | --------------------------------------- | -------- |
| Finalista | 1.   | 25 de maig de 1992 | Roland Garros, França | Terra batuda | Lori McNeil | Arantxa Sánchez Vicario Todd Woodbridge | 2−6, 3−6 |

## Trajectòria

### Individual
| Open d'Austràlia | A   | A    | 2R    | 1R    | 1R    | 1R    | 1R    | A   | 1R  | 0 / 6     | 1 − 6     |
| Roland Garros | A   | A    | A     | 1R    | 1R    | 2R    | 1R    | A   | A   | 0 / 4     | 1 − 4     |
| Wimbledon | 1R  | 3R   | A     | 3R    | 2R    | 4R    | 2R    | A   | A   | 0 / 6     | 9 − 6     |
| US Open | 2R  | 1R   | 1R    | 1R    | 1R    | 1R    | 1R    | A   | A   | 0 / 7     | 1 − 7     |
| Total Victòries−Derrotes                                                                                                   | 1−3 | 9−17 | 17−12 | 19−24 | 19−25 | 18−21 | 11−21 | 6−8 | 4−6 | 104 − 137 | 104 − 137 |
| Rànquing a final d'any | 164 | 123  | 72    | 100   | 97    | 85    | 150   | 190 | 283 |           |           |
| Llegenda: G: Guanyador; F: Finalista; SF: Semifinalista; QF: Quarts de final; Q: Qualificació; A: Absent; RR: Round Robin; |     |      |       |       |       |       |       |     |     |           |           |